# Neluț Roșu
Neluț Stelian Roșu (Cluj-Napoca, 5 luglio 1993) è un calciatore rumeno, centrocampista dell'Oțelul Galați.

## Carriera
Ha giocato nella massima serie dei campionati rumeno e bulgaro.